# Johan Magnus Almqvist
Johan Magnus Almqvist (Stoccolma, 6 settembre 1799 – 9 ottobre 1873) è stato un teologo svedese.

## Biografia
Era il fratello di Ludvig Teodor Almqvist, mentre suo padre era Sven Johan Almqvist. Svolse gli studi di teologia nelle città di Uppsala e Lund. Fu anche membro del parlamento.